# Księstwo Saksonii-Wittenbergi
Księstwo Saksonii-Wittenbergi (niem. Herzogtum Sachsen-Wittenberg) – średniowieczne księstwo ze stolicą w Wittenberdze stanowiące dominium Świętego Cesarstwa Rzymskiego, utworzone w wyniku podziału księstwa Saksonii.